# Joel Nilsson
Joel Nilsson, född 11 juli 1994, är en svensk fotbollsspelare som spelar för Kongsvinger. Hans äldre bror, Simon Nilsson, är också fotbollsspelare. Han spelar främst som yttermittfältare, men har även spelat som högerback eller populärt kallat wingback.

## Karriär
Nilssons moderklubb är Björkenäs/Pukaviks IF där han debuterade i seniorlaget när han var 13 år och 11 månader. Säsongen som 15-åring gjorde Nilsson 6 mål och som 16-åring blev det 11 mål. Därefter gick han till Mjällby AIF. I februari 2014 värvades Nilsson av Kristianstads FF, där han skrev på ett tvåårskontrakt.
I januari 2016 återvände Nilsson till Mjällby AIF. Den 16 november 2019 förlängde han sitt kontrakt med två år.
I december 2021 värvades Nilsson av Hammarby IF, där han skrev på ett tvåårskontrakt med option med ytterligare ett år. I mars 2024 värvades Nilsson av norska Kongsvinger, där han skrev på ett tvåårskontrakt.